# Plantago commersoniana
Plantago commersoniana är en grobladsväxtart som beskrevs av Joseph Decaisne och François Marius Barnéoud. Plantago commersoniana ingår i släktet kämpar, och familjen grobladsväxter. Inga underarter finns listade i Catalogue of Life.